# Port Albemarle
Port Albemarle (en espagnol : Puerto Santa Eufémia) est une colonie de la Grande Malouine situé l'extrémité sud de l'île et du détroit des Malouines.

## Historique
En raison de sa grande baie et de son port, Albemarle est devenue une station de chasse au phoque prospère au XIXe siècle, et les ruines des bâtiments sont encore debout aujourd'hui.
Il a été agrandi après la Seconde Guerre mondiale par la Colonial Development Company sous le nom d'Ajax Bay et comprenait sa propre centrale électrique, sa jetée
, ses cabanes Nissen, etc. Toute la base a été abandonnée.
Maintenant il y a une ferme ovine dirigée par Leon et Pam Berntsen.
Au large se trouvent les Îles Arch.